# Ruta 315 (Costa Rica)
La Ruta 315, oficialmente Ruta Nacional Terciaria 315, es una ruta nacional de Costa Rica ubicada en las provincias de San José y Cartago.

## Descripción
En la provincia de San José, la ruta atraviesa el cantón de Dota (los distritos de Santa María, Copey de Dota).
En la provincia de Cartago, la ruta atraviesa el cantón de El Guarco (el distrito de San Isidro).